# Vatukoula
Vatukoula – miasto na Fidżi (Dystrykt Zachodni), na wyspie Viti Levu, w prowincji Ba. Według danych szacunkowych na rok 2023 liczy 10 237 mieszkańców. Jest to ośrodek wydobycia złota. Założone w 1934. W mieście znajduje się port lotniczy Vatukoula.